# Lijst van burgemeesters van Grathem
Dit is een lijst van burgemeesters van de voormalige Nederlandse gemeente Grathem tot die gemeente op 1 januari 1991 opging in de gemeente Heythuysen. Deze gemeente werd op 1 januari 2007 opgenomen in de nieuwe gemeente Leudal.
| Ambtsperiode | Naam burgemeester                   | Partij of stroming | Bijzonderheden                                                                                       |
| ------------ | ----------------------------------- | ------------------ | --- |
| 1800?        | J. Faems                            |                    | |
| 1806?        | C. Sijben                           |                    | |
| 1807 - 1807  | S. Schreurs                         |                    | |
| 1809 - 1811? | M. Verlinden                        |                    | |
| 1820?        | J. Seijts                           |                    | |
| 1824? - 1846 | P.M. Schreurs                       |                    | |
| 1846 - 1852  | A. baron de Bounam de Rijckholt     |                    | tevens burgemeester van Hunsel                                                                       |
| 1852 - 1857  | M. Verlinden                        |                    | |
| 1857 - 1861  | Winand (W.) Greefkens               |                    | |
| 1861 - 1867  | Renier (R.) Severijns               |                    | tevens burgemeester van Heel en Panheel (1851-1881) en van Wessem (1867-1873)                        |
| 1867 - 1899? | J. van der Linden                   |                    | |
| 1899 - 1905  | L.P.H. Schreurs                     |                    | |
| 1905 - 1926  | S. Schreurs                         |                    | |
| 1927 - 1936  | Pierre (W.P.H.M.) van den Broek     |                    | later burgemeester van Haelen                                                                        |
| 1937 - 1941  | mr. Jef (H.M.A.J.) Spuisers         |                    | |
| 1942 - 1943  | W.A. Hetterscheid                   | NSB                | tevens burgemeester van Baexem, in 1943 door verzet doodgeschoten                                    |
| 1943 - 1944  | F.H.Th. Wetjens                     | NSB                | tevens burgemeester van Baexem                                                                       |
| 1944 - 1948  | mr. Jef (H.M.A.J.) Spuisers         |                    | |
| 1948 - 1952  | Maarten (M.W.J.M.) van Rijckevorsel |                    | later burgemeester van Belfeld                                                                       |
| 1952 - 1969  | mr. Emil (E.J.H.M) Crasborn         |                    | |
| 1969 - 1973  | Sef (J.J.H.) Hannen                 | KVP                | tevens burgemeester van Baexem (1967-1989) en later burgemeester van Heythuysen                      |
| 1973 - 1982  | B.J. von Schwartzenberg             | KVP / partijloos   | vanaf 1980 waarnemend; tevens burgemeester van Hunsel (1950-1980)                                    |
| 1982 - 1984  | Ton (A.G.H.) Gubbels                | CDA                | tevens burgemeester van Heel en Panheel, eerder burgemeester van Broekhuizen, Amstenrade en Oirsbeek |
| 1985 - 1990  | drs. Jan (J.W.) Smeets              | CDA                | tevens burgemeester van Thorn (1980-1990), later (waarnemend) burgemeester van o.a. Deurne           |